# Xã Manilla, Quận Cavalier, Bắc Dakota
Xã Manilla (tiếng Anh: Manilla Township) là một xã thuộc quận Cavalier, tiểu bang Bắc Dakota, Hoa Kỳ. Năm 2010, dân số của xã này là 83 người.